# Бальжинимаев, Алдар Леонидович
Алдар Леонидович Бальжинимаев (9 августа 1993, с. Кижинга, Кижингинский район, Бурятия, Россия) — российский борец вольного стиля, призёр чемпионата России, победитель юношеских Олимпийских игр.

## Биография
С первого класса воспитывался в Кижингинской школе-интернате. Воспитатель Светлана Чимитдоржиева, разглядев спортивные задатки, отвела 6-летнего воспитанника в ДЮСШ, где его подготовкой бессменно занялся Арсалан Болотов, тогда старший тренер ДЮСШ.
Трижды побеждал на молодёжном чемпионате России, что обеспечило его попадание в юношескую олимпийскую сборную в 2010 году.
В начале августа в Сараево на чемпионате Европы среди кадетов стал бронзовым призёром.
В середине августа 2010 года на юношеских Олимпийских играх в Сингапуре в 1/4 финале Алдар победил египтянина Мухамеда Абдельнаима и армянина Артака Ованесяна. В поединке за чемпионское звание Бальжинимаев одержал чистую победу над представителем Ирана Мехраном Шейхи.
В первом периоде решающей встречи Бальжинимаев, проигрывая со счётом 0:2, сумел завершить стартовый отрезок в свою пользу – 4:2. Во втором периоде Алдар уверенно контролировал ход схватки и за минуту до окончания основного времени выигрывал с результатом 4:0. В концовке он сумел уложить соперника на туше, досрочно завершив спор за «золото».
Награда Алдара Бальжинимаева стала пятой по счёту золотой медалью сборной России на юношеской Олимпиаде в Сингапуре.
В июне 2012 года в боснийском Зренянине стал чемпионом Европы среди юниоров.
В июне 2012 года в Загребе во второй раз стал чемпионом Европы среди юниоров.
В марте 2021 года на чемпионате России в Улан-Удэ, одолев в схватке за 3 место Рустама Караханова из Москвы, стал бронзовым призёром.

## Спортивные результаты
- Чемпионат Европы по борьбе среди кадетов 2010  — ;
- Юношеские Олимпийские игры 2010 — ;
- Чемпионат Европы по борьбе среди юниоров 2011  — ;
- Чемпионат Европы по борьбе среди юниоров 2012  — ;
- Чемпионат России по вольной борьбе 2021 — ;
- Чемпионат России по вольной борьбе 2022 - 5